# MilkDrop
MilkDrop — плагин визуализации для Winamp, использующий аппаратное ускорение и DirectX API для создания графических трехмерных эффектов. Первоначально написан Раеном Гейссом (Ryan Geiss) из компании Nullsoft. Версия 1.04 была выпущена 31 июля 2003, первоначально проприетарна, исходный код под лицензией BSD был выложен 4 мая 2005. Изначально включает около 500 пресетов. Портирован на Xbox. К версии Winamp 5.5 в 2007 году была выпущена 2.0 версия плагина.

## Возможности
- Десктоп-режим, позволяет запустить визуализацию в качестве обоев рабочего стола.
- Поддержка нескольких мониторов.
- Анализ звука. Быстрое преобразование Фурье, собственный частотный анализ, использование спектров.
- Конфигурационная панель с множеством настроек.
- CPU-ориентированный экономичный режим.
- Подробные детализированные сообщения об ошибках.
- В версии 2.0 имеется поддержка пиксельных шейдеров 2.0 и 3.0.

## Клоны
projectM — проект, созданный на основе кода MilkDrop, использующий OpenGL, доступен для платформы Linux и Windows, имеет плагины для XMMS, Winamp, foobar2000 и VLC. Лицензирован по лицензии GNU General Public License.